# Les Conséquences politiques de la paix
Les Conséquences politiques de la paix est un ouvrage écrit en 1920 par Jacques Bainville, dans lequel est dénoncé le traité de Versailles de 1919 en ces termes célèbres :
« Une paix trop douce pour ce qu'elle a de dur, et trop dure pour ce qu'elle a de doux. »

## Contenu
Il y estimait que ce traité laissait l'Allemagne beaucoup trop puissante, tout en lui laissant trop de motifs pour le rompre : 
- à l'est, trop de territoire perdu pour l'Allemagne face à la Pologne et la Tchécoslovaquie, deux pays trop faibles pour lui résister vraiment et, en plus, une aberration politique et militaire à Dantzig ;
- sur la frontière occidentale, les clauses de démilitarisation, humiliantes mais tellement faciles à violer, ne donnent en réalité aucune garantie à la France car les couloirs militaires de l'Allemagne vers l'ouest restent ouverts ;
- au sud, l'Autriche devient une anomalie dans l'unité allemande alors que par ailleurs l'unité allemande est conservée, avec tout ce que cela implique de puissance ;
- les dédommagements ne sont pas fixés mais renvoyés à plus tard (1935) ; lourds, flous et source de contestations qui seront au mieux juridiques, au pire et beaucoup plus probablement militaires, en fonction des rapports de force ultérieurs ;
- non-prise en compte des rapports de poids économique et démographique de la France (40 millions d'habitants) et de l'Allemagne (60 millions) ;
- nécessité pour la France de rester armée et d'en supporter le lourd prix économique et social pendant que l'Allemagne pourra sans problème s'en dispenser le temps de reconstituer ses forces ;
- plus généralement, ignorance des processus et raisons politiques immédiats et concrets, notamment celui de l'équilibre des forces, au profit d'impératifs moraux :

« Quant au premier des points, celui qui tient le reste en sa dépendance, l'équilibre des forces, c'est au contraire celui qui n'est même pas considéré [...] D'autres traités avaient été des traités politiques. Celui-là était un traité moral » ;
- des considérations économiques erronées :

« L'ouvrage retentissant de Keynes (Les Conséquences économiques de la paix) est un pamphlet d'apparence scientifique qui a obtenu un succès de curiosité et de scandale par les paradoxes dont il est rempli. Il est devenu le manuel de tous ceux qui désirent que l'Allemagne ne paye pas ou paye le moins possible les frais de son entreprise manquée. La thèse de Keynes est bien connue. Elle a exercé une action certaine sur l'opinion et sur le gouvernement britanniques.... Keynes voit noir pour les pays vaincus. Il est optimiste pour les vainqueurs. Son évaluation des dommages que la France a subis est très basse.... Dans son parti pris évident pour l'Allemagne, la thèse de Keynes est déjà jugée. Ce qu'elle a de futile en général tient dans cet exemple-là. »
Visionnaire, Bainville y décrit le processus de déclenchement de la Seconde Guerre mondiale, à savoir l'annexion de l'Autriche par le Reich, la crise des Sudètes avec la Tchécoslovaquie, et un pacte germano-russe contre la Pologne,,. Profondément anticommuniste et anti-allemand, il eut une prémonition de l'avenir du XXe siècle qui a été dans une large mesure vérifiée avec la Seconde Guerre mondiale : « il s'agit d'une paix trop douce pour ce qu'elle a de dur, et trop dure pour ce qu'elle a de doux ».

## Analyses
Selon le professeur Seamus Dunn, quiconque relit aujourd'hui Les Conséquences politiques de la Paix sera « profondément impressionné par la clarté de la vision de Bainville et l'exactitude des prédictions qu'il fit ». L'historien Édouard Husson, tout en soulignant certains postulats erronés, qualifie cet ouvrage de Bainville de « chef-d’œuvre de l’analyse géopolitique ». En 1995, Les Conséquences politiques de la Paix est réédité aux éditions de l'Arsenal, avec une préface de Jacques Laurent et une postface de Jacques Rupnik. Dans sa critique pour Politique étrangère, Bernard Cazes salue la réédition de cet ouvrage, « depuis longtemps introuvable », et le décrit comme « stupéfiant de lucidité ». D'après lui, la mise en garde de Bainville, qui n'était pas un homme politique membre du gouvernement est « supérieurement argumentée » mais manquait malheureusement de recommandations pratiques pour lutter contre cette menace allemande. Il s'accorde avec Jacques Rupnik pour rappeler, avec la disparité du poids de l'Allemagne dans l'Union européenne, l'actualité de la problématique bainvillienne. Selon François Furet, Bainville fut, avec John Maynard Keynes, « l'un des critiques les plus lucides » du traité de Versailles.
Cependant, Margaret MacMillan, l'auteur d'un ouvrage « de référence » sur la naissance du monde contemporain mentionnant le traité de Versailles et la refonte de l'ordre politique mondial opérée autour de 1919, Les Artisans de la paix, paru dans son édition française en 2006, ne juge pas utile de mentionner Bainville dans son texte ou même dans une copieuse bibliographie de quatorze pages[source secondaire nécessaire].